# 최용수 (권투 선수)
최용수(崔龍洙, 1972년 8월 20일 - )은 대한민국의 전직 권투 선수이다.

## 경력

### 복싱선수 시절
1972년 8월 20일 충청남도 당진에서 태어난 그는 신평초등학교, 신평중학교를 졸업하였고 1989년 서울로 상경하여 1990년에 프로권투로 데뷔하였다. 1993년에 슈퍼페더급 한국 챔피온과 동양 챔피온을 모두 차지할만큼 유능한 권투선수였던 최용수는 1995년 10월 21일 아르헨티나의 빅토르 우고 파스를 10회 TKO로 꺾고 세계복싱협회(WBA) 슈퍼페더급 챔피언 타이틀을 차지하였다. 이후 7차 방어까지 성공하지만, 8차 방어에 실패한 후 경제적 어려움을 겪다 2003년에 복싱계에서 은퇴하였다.

### K-1
2006년 2월 K-1 진출을 선언한 그는 9월 16일 서울 장충체육관에서 열린 K-1 데뷔전에서 스웨덴의 드리튼 라마를 상대로 1라운드 42초만에 KO승을 거두었다. 이후 2007년 일본의 나스 요시하루와 스즈키 사토루를 연파하여 3연승을 달리다가 2007년 12월 31일 일본의 마사토에게 K-1 진출 후 첫 패배를 당하였다. 2009년 3월에 K-1 어워드 & 맥스 코리아에 출전할 예정이었으나 훈련 도중 왼손 손목 골절 부상을 당해 경기는 무산되었고 같은 해 K-1에서 은퇴하였다. 이후 이 골절 부상은 사실이 아니었으며 최용수와 소속사간의 대전료 갈등으로 경기출전 거부에 따른 거짓 부상으로 밝혀졌다.
권투 선수로 통산 전적은 34전 29승(19KO) 1무 4패, K-1경기 통산 전적은 4전 3승(2KO) 1패이다.

### 현재
최용수는 권투선수로 활약한 경험을 이용해서 프로모터를 시작했다.권투계에서 프로모터는 한국권투위원회에 등록된 권투경기 흥행업자를 뜻한다. 2010년 12월 18일 시흥시체육관에서 ‘한일 프로복싱 신인대항전(가칭)’을 치르겠다는 기획을 하였다. 또한 경기도 시흥시 은행동에 최용수 복싱 짐을 열었다. 2015년 2월 12년 만의 복싱 복귀를 선언했다. 일본의 카즈야 나카노에 통쾌한 9라운드 ko로 승리했다.

### 권투 경기 전적
| WBC 슈퍼페더급 타이틀 도전 |

| WBA 슈퍼페더급 8차 방어 |

| WBA 슈퍼페더급 7차 방어 |

| WBA 슈퍼페더급 6차 방어 |

| WBA 슈퍼페더급 5차 방어 |

| WBA 슈퍼페더급 4차 방어 |

| WBA 슈퍼페더급 3차 방어 |

| WBA 슈퍼페더급 2차 방어 |

| WBA 슈퍼페더급 1차 방어 |

| WBA 슈퍼페더급 타이틀 |

| OPBF 슈퍼페더급 타이틀 |

| 한국 슈퍼페더급 타이틀 |

### K-1 경기 전적
| 날짜       | 상대 선수     | 경기 장소                          | 결과      |
| ---------- | ------------- | ---------------------------------- | --------- |
| 2007-12-31 | 마사토        | 일본 오사카 교세라돔               | 3R 기권패 |
| 2007-07-21 | 스즈키 사토루 | 대한민국 서울 장충체육관           | 2R KO승   |
| 2007-02-18 | 나스 요시하루 | 대한민국 서울 올림픽공원 올림픽 홀 | 3R 판정승 |
| 2006-09-16 | 드리튼 라마   | 대한민국 서울 장충체육관           | 1R KO승   |